# Voz viva de México
Voz viva de México es una colección de lecturas de fragmentos de literatura por sus propios autores y autoras. Cuenta con cerca de mil documentos sonoros, los cuales desde 1959 han sido grabados y editados en diversos formatos. Es una producción de la Dirección de Literatura de la Universidad Nacional Autónoma de México. Entre las voces que contiene esta colección se cuentan distintos premiados y premiadas con destacados premios como el Nobel, Cervantes y Princesa de Asturias. En 2006 esta colección fue añadida al Registro Memoria del Mundo de México, reconocido por la Unesco.
La iniciativa nació en 1959 por iniciativa de Efrén del Pozo en Radio UNAM. Los primeros textos grabados fueron de Alfonso Reyes, al que siguieron los de Jaime Torres Bodet, Carlos Pellicer, Martín Luis Guzmán, Artemio de Valle Arizpe, José Gorostiza y Agustín Yáñez. Al asumir Max Aub el proyecto decidió subdividir el proyecto en las siguientes series:
- Serie Literatura mexicana (obra de autores muertos)
- Serie Testimonios políticos
- Serie Música nueva
- Serie Folklore, Serie Universitarios
- Serie Música para la escena.[6]

Posteriormente la colección quedaría subdividida sólo en Voz viva de México y Voz viva de América Latina, al solicitar la Unión de Universidades de América Latina a la UNAM que los registros se ampliaran a autores y autoras latinoamericanas. Ello permitió grabar textos de José Martí, Rubén Darío, Pablo Neruda o Julio Cortázar.
A 2010 fueron editados 164 títulos en discos de vinilo y 170 discos compactos, de los cuales muchos fueron reediciones de las ediciones en vinilo. En 2014 la UNAM firmó un convenio con el Instituto Cervantes para que esta institución incorpore la colección a sus acervos digitales.